# Liste der Biografien/Oo
Liste der Biografien |
Portal Biografien |
Personensuche
# |
A |
B |
C |
D |
E |
F |
G |
H |
I |
J |
K |
L |
M |
N |
O |
P |
Q |
R |
S |
T |
U |
V |
W |
X |
Y |
Z |
?
 
Oa |
Ob |
Oc |
Od |
Oe |
Of |
Og |
Oh |
Oi |
Oj |
Ok |
Ol |
Om |
On |
Oo |
Op |
Oq |
Or |
Os |
Ot |
Ou |
Ov |
Ow |
Ox |
Oy |
Oz
Die Liste der Biografien führt alle Personen auf, die in der deutschsprachigen Wikipedia einen Artikel haben. Dieses ist eine Teilliste mit 124 Einträgen von Personen, deren Namen mit den Buchstaben „Oo“ beginnt.

## Oo
- Oo Win Hlaing (* 1998), myanmarischer Fußballspieler
- Oo, Kyaw Soe, burmesischer Journalist

### Ood
- Oodgeroo Noonuccal (1920–1993), australische Schriftstellerin, politische Aktivistin der Aborigines

### Oof
- Ooft, Hans (* 1947), niederländischer Fußballspieler und -trainer

### Ooi
- Ooi, Kah Yan (* 2000), malaysische Squashspielerin
- Ooi, Sock Ai (* 1985), malaysische Badmintonspielerin
- Ooi, Teik Hock (1920–1983), malaysischer Badmintonspieler
- Ooi, Tze Liang (* 1993), malaysischer Wasserspringer
- Ooijen, Peter van (* 1992), niederländischer Fußballspieler
- Ooijer, André (* 1974), niederländischer Fußballspieler
- Ooiman, Albert (1905–1971), niederländischer Ruderer

### Ook
- Ōoka, Makoto (1931–2017), japanischer Lyriker und Literaturwissenschaftler
- Ōoka, Shōhei (1909–1988), japanischer Schriftsteller
- Ōoka, Tadasuke (1677–1751), japanischer Beamter des Bakufu in der mittleren Edo-Zeit

### Oom
- Oom, Anna Fjodorowna (1791–1850), russische Erzieherin
- Oom, Friedrich (1793–1849), deutscher Jurist, Bürgermeister und Lokalhistoriker
- Oomen, Antoine (* 1945), niederländischer Pianist, Komponist und Dirigent
- Oomen, Anton (1876–1957), niederländischer römisch-katholischer Ordensgeistlicher und Apostolischer Vikar von Mwanza
- Oomen, Francine (* 1960), niederländische Autorin
- Oomen, Hans-Gert (* 1941), deutscher Historiker
- Oomen, Johan (1965–2022), niederländischer Snookerschiedsrichter
- Oomen, Karel (1932–2022), belgischer Ringer
- Oomen, Matthias (* 1981), deutscher Politiker (SPD, Bündnis 90/Die Grünen), Lobbyist, Journalist
- Oomen, Sam (* 1995), niederländischer Radrennfahrer
- Oomen-Ruijten, Ria (* 1950), niederländische Politikerin (CDA, EVP), MdEP
- Ooms, Amanda (* 1964), schwedische FilmschauspielerinAmanda Ooms (* 1964)

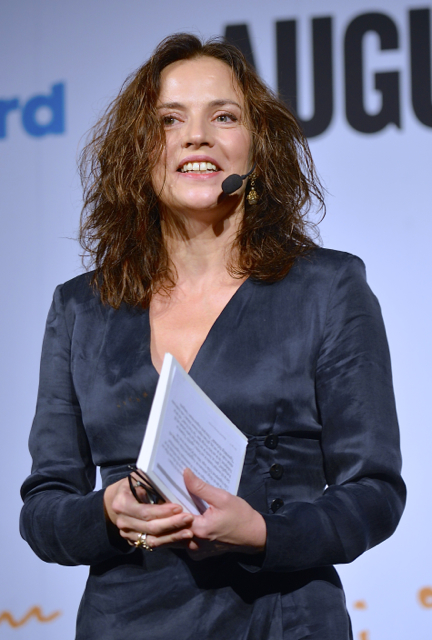
Amanda Ooms (* 1964)

- Ooms, Henk (1916–1993), niederländischer Bahnradsportler
- Ooms, Karel (1845–1900), belgischer Maler
- Ooms, Piet (1884–1961), niederländischer Schwimmer und Wasserballspieler
- Oomura, Yutaka (* 1925), japanischer Neurowissenschaftler

### Oon
- Oon Chong Hau (* 1947), malaysischer Badmintonspieler
- Oon Chong Jin (* 1939), malaysischer Badmintonspieler
- Oon Chong Teik (* 1936), malaysischer Badmintonspieler
- Oon, Chiew Seng (1916–2022), singapurische Gynäkologin und Sozialreformerin

### Oop
- Oopa Tetuaapua, Pouvana'a a (1895–1977), französischer Politiker in Französisch-Polynesien
- Oöphoi (1958–2013), italienischer Musiker, Produzent und Labelbetreiber

### Oor
- Oor, Jean-Baptiste (1846–1940), belgischer Klavierbauer
- Oor, Lucien (1877–1949), belgischer Klavierbauer
- Oord, Jacob van der (1882–1973), alt-katholischer Bischof von Haarlem
- Oordt, Gabriel van (1757–1836), niederländischer reformierter Theologe
- Oordt, Johan Frederik van (1794–1852), niederländischer reformierter Theologe
- Oorschoot, Antoon van (1899–1964), niederländischer Ordensgeistlicher, römisch-katholischer Bischof von Mbeya
- Oorschot, Johan Willem van (1875–1952), niederländischer Offizier
- Oorschot, Jordy van (* 1987), niederländischer Eishockeyspieler
- Oorschot, Jürgen van (* 1957), deutscher evangelischer Theologe und Alttestamentler
- Oort, Eduard Daniël van (1876–1933), niederländischer Ornithologe
- Oort, Frans (* 1935), niederländischer Mathematiker
- Oort, Henricus (1836–1927), niederländischer Theologe und Philologe
- Oort, Jan Hendrik (1900–1992), niederländischer AstronomJan Hendrik Oort (1900–1992)

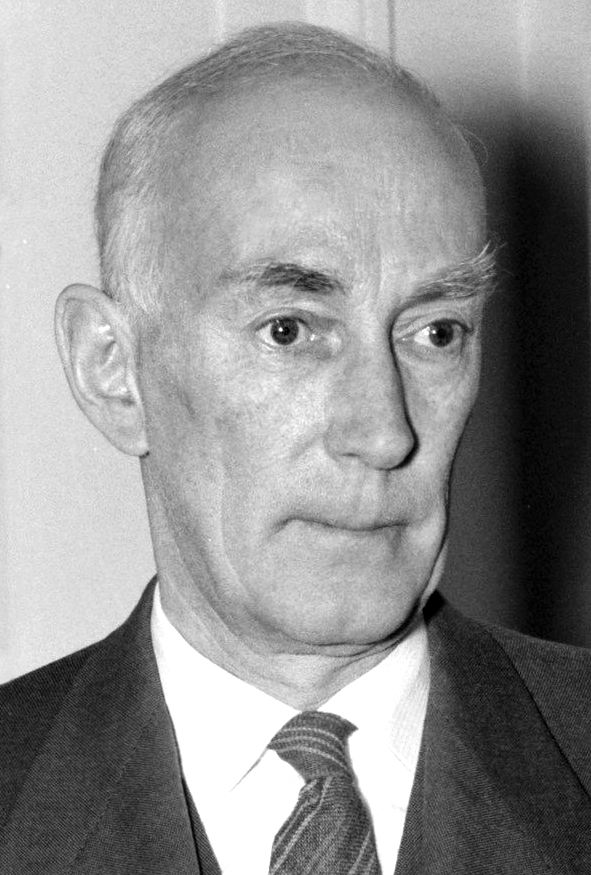
Jan Hendrik Oort (1900–1992)

- Oort, Johannes van (* 1949), niederländischer Theologe, Kirchen- und Religionshistoriker
- Oort, Pieter van (1804–1834), niederländischer Maler und Forschungsreisender
- Oorthuys, Cas (1908–1975), niederländischer Fotograf und Widerstandskämpfer
- Oortman, Joachim Jan (1777–1818), niederländischer Kupferstecher
- Oortman, Petronella (* 1656), niederländische Kunstsammlerin
- Oortmerssen, Jacques van (1950–2015), niederländischer Pianist, Organist, Dirigent und Komponist

### Oos
- Oost, Dominique van (1677–1738), französischer Maler
- Oost, Jakob van der Ältere, flämischer Maler
- Oost, Jakob van der Jüngere (1637–1713), flämischer Maler
- Oost, John van der (* 1958), niederländischer Mikrobiologe
- Oosten Slingeland, Jo van (1877–1945), niederländische Zeichnerin und Lithografin
- Oosten, Ben van (* 1955), niederländischer Organist und Hochschullehrer
- Oosten, Roel van (* 1958), niederländischer Komponist
- Oosten-Hage, Keetie van (* 1949), niederländische Radrennfahrerin
- Oostenbrink, Jan (* 1936), niederländischer Politiker (KVP) und Wirtschaftsmanager
- Oostendorp, Marc van (* 1967), niederländischer Sprachwissenschaftler
- Oostendorp, Thomas (* 1993), niederländischer FußballtrainerThomas Oostendorp (* 1993)

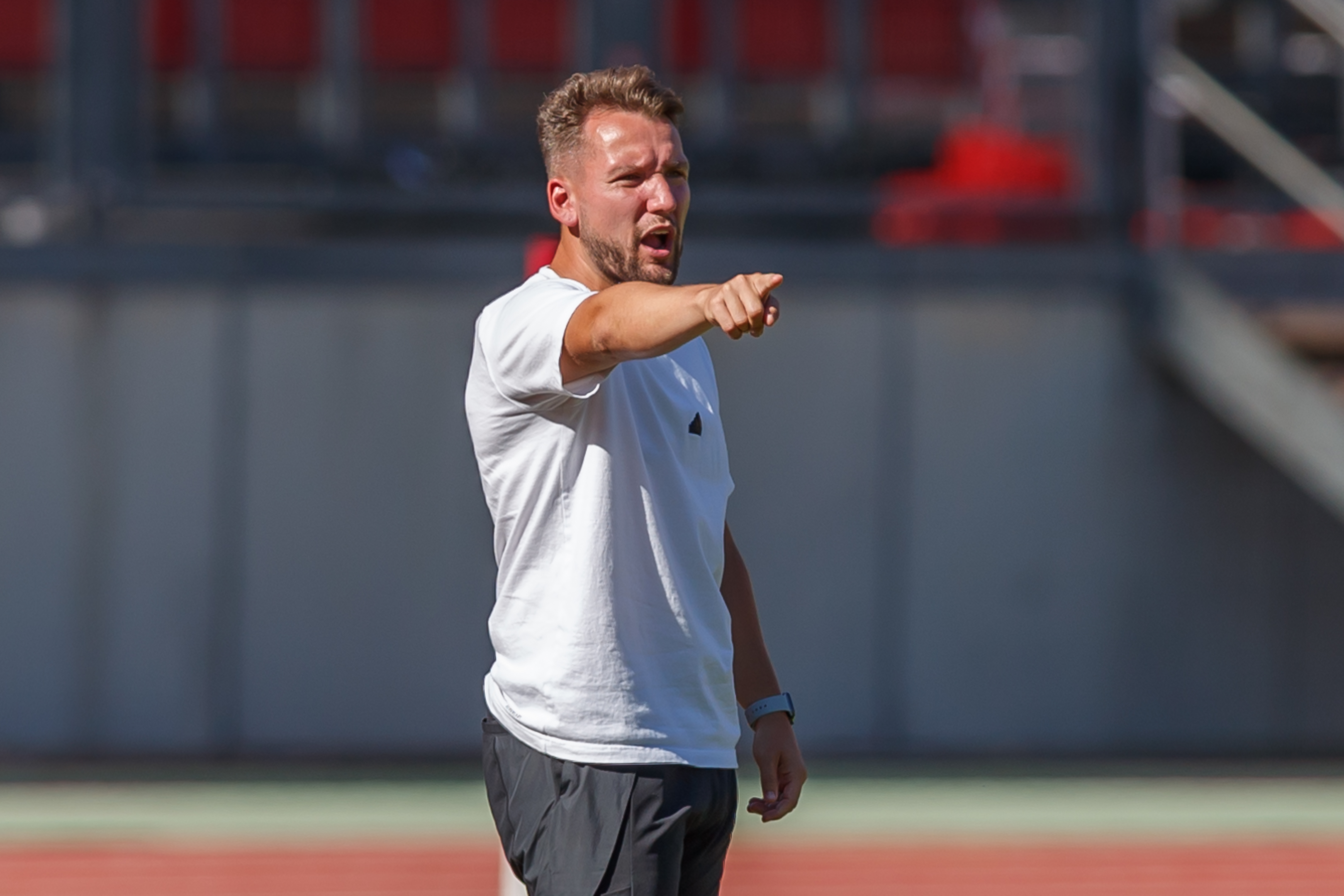
Thomas Oostendorp (* 1993)

- Ooster, Hermann Jan (* 1958), deutscher Autor und Lyriker
- Ooster, Matthijs (1747–1842), niederländischer Kaufmann und Versicherer
- Oosterbaan, Johannes Arnoldus (1910–1998), mennonitischer Theologe
- Oosterbaan, Paul (* 1995), US-amerikanischer Tennisspieler
- Oosterbaan, Rogier (* 1978), niederländischer Skirennläufer
- Oosterbosch, Bert (1957–1989), niederländischer Radrennfahrer
- Oosterbroek, Ken (1963–1994), südafrikanischer Fotograf
- Oosterdijk Schacht, Hermannus (1672–1744), niederländischer Mediziner
- Oosterdijk Schacht, Johannes (1704–1792), niederländischer Mediziner
- Oosterdijk, Nicolaus Georgius (1740–1817), niederländischer Mediziner, Chemiker und Botaniker
- Oostergetelo, Jan (1934–1996), deutscher Politiker (SPD), MdB und Landwirt
- Oosterhof, Popke (* 1947), niederländischer Radrennfahrer
- Oosterhof, René (* 1990), niederländischer Fußballspieler
- Oosterhout, Cees van (1930–2015), niederländischer Karambolagespieler und Sportfunktionär
- Oosterhout, Eric van (* 1961), niederländischer Kommunalpolitiker (PvdA)
- Oosterhout, Hans van (* 1965), niederländischer Jazz- und Fusionmusiker (Schlagzeug)
- Oosterhuis, Eli (* 1977), israelischer Eishockeyspieler
- Oosterhuis, Huub (1933–2023), niederländischer Theologe und DichterHuub Oosterhuis (1933–2023)

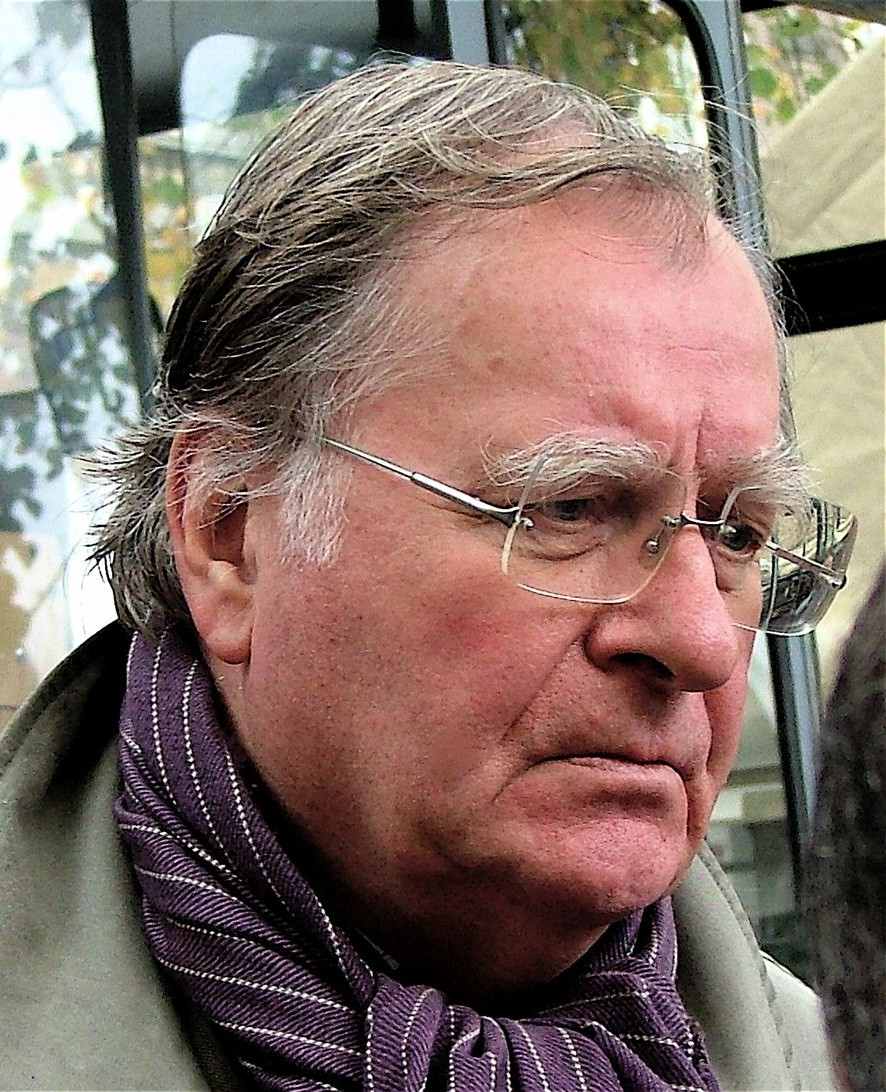
Huub Oosterhuis (1933–2023)

- Oosterhuis, Nick (1952–2021), niederländischer Multi-Instrumentalist, Komponist, Musikproduzent und Sänger
- Oosterhuis, Peter (1948–2024), englischer Golfanalyst und ehemaliger Berufsgolfer
- Oosterhuis, Tjeerd (* 1971), niederländischer Komponist und Musikproduzent
- Oosterhuis, Trijntje (* 1973), niederländische Jazz- und Popsängerin
- Oosterlaak, Jack (1896–1968), südafrikanischer Sprinter
- Oosterlinck, André (* 1946), flämischer Ingenieur
- Oosterman, Mathieu (* 1878), niederländischstämmiger Szenenbildner beim deutschen Film
- Oosterom, Joop van (1937–2016), niederländischer Unternehmer und Schachspieler
- Oosterveen, Corina, niederländisch-deutsche Tanzpädagogin
- Oosterveld, Joey (* 1989), niederländischer Eishockeyspieler
- Oosterveld, Joop (* 1985), niederländischer Fußballtrainer
- Oosterwegel, Emma (* 1998), niederländischer Leichtathlet
- Oosterwegel, Hanneke (* 1996), niederländische Sprinterin
- Oosterwijk, Maria van (1630–1693), niederländische Barockmalerin
- Oosterwijk, Martijn (* 1990), niederländischer Eishockeytorwart
- Oosterwolde, Jayden (* 2001), niederländischer Fußballspieler
- Oosterzee, Cornélie van (1863–1943), niederländische Pianistin, Dirigentin und Komponistin
- Oosterzee, Hermanus Adrianus van (1863–1933), niederländischer Landschaftsmaler, Radierer und Lithograf
- Oosterzee, Johannes Jacobus van (1817–1882), niederländischer reformierter Theologe
- Oostfries, Catharina († 1708), niederländische Glasmalerin und Zeichnerin
- Oosthoek, Jan (1898–1973), niederländischer Fußballspieler
- Oosthuizen, John Robert (* 1987), südafrikanischer Speerwerfer
- Oosthuizen, Louis (* 1982), südafrikanischer GolfspielerLouis Oosthuizen (* 1982)

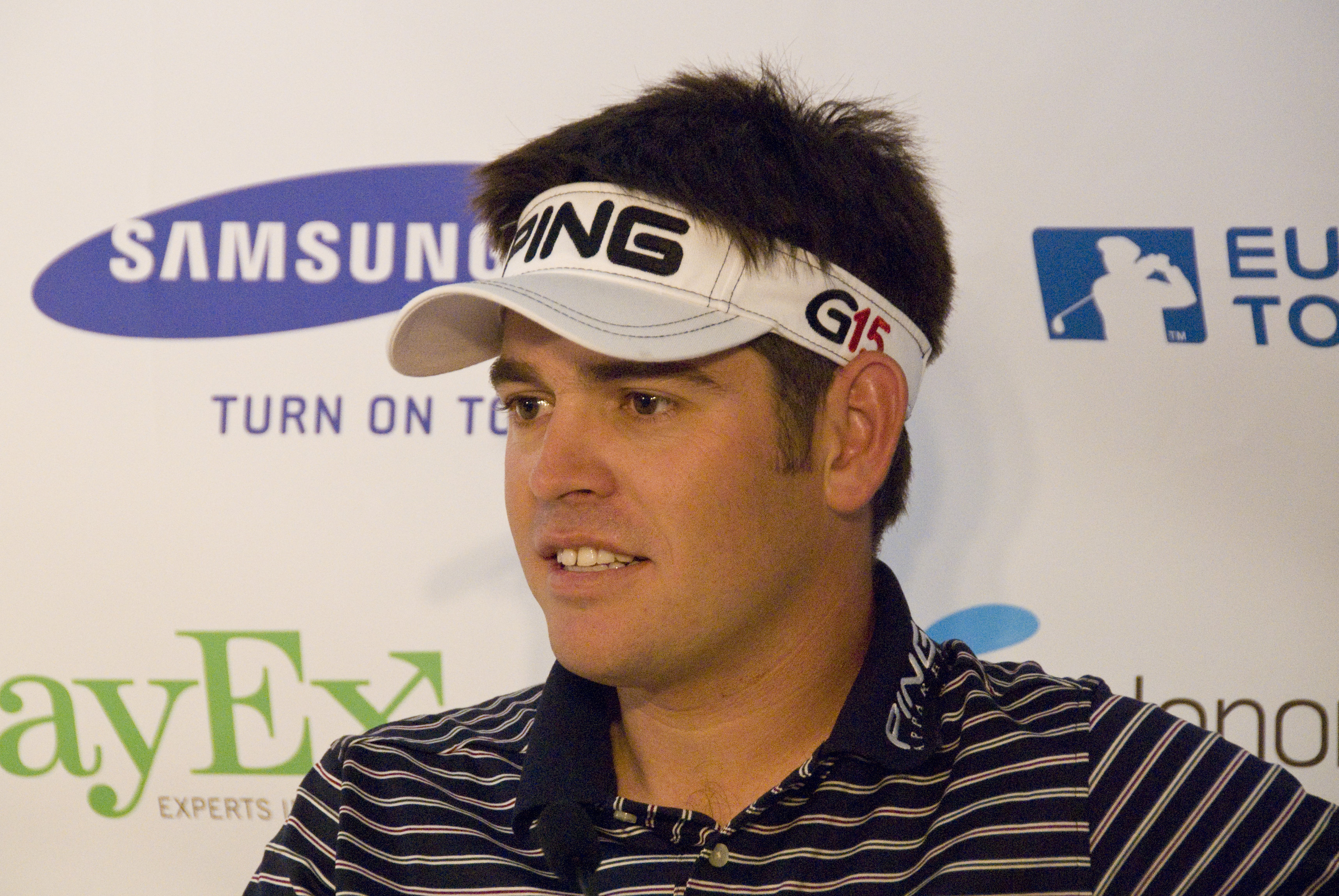
Louis Oosthuizen (* 1982)

- Oosting, Jeanne Bieruma (1898–1994), niederländische Malerin
- Oosting, Menno (1964–1999), niederländischer Tennisspieler
- Oostlander, Sander (* 1984), niederländischer Radrennfahrer
- Oostrom, Frits van (* 1953), niederländischer Literaturwissenschaftler
- Oostrom, Leo van (* 1942), niederländischer Saxophonist und Musikpädagoge
- Oostrum, Devon van (* 1993), britischer Basketballspieler
- Oostrum, Kees van (* 1953), niederländischer Kameramann und Filmregisseur
- Ooststroom, Simon Jan van (1906–1982), niederländischer Botaniker
- Oostveen, Lars (* 1976), niederländischer Moderator, Schauspieler und Produzent
- Oostwald, Shyloh (* 2001), US-amerikanische Schauspielerin
- Oostwouder, Ewout (* 1993), niederländischer Tischtennisspieler

### Oot
- Ootani, Akifumi, japanischer Mediziner

### Oov
- Öövel, Andrus (* 1957), estnischer Politiker, Mitglied des Riigikogu

### Ooy
- Ooyen, Götz van (* 1969), deutscher Theaterschauspieler und -regisseur
- Ooyen, Hans van (* 1954), deutscher Schriftsteller und Fotokünstler
- Ooyen, Robert van (* 1960), deutscher Staatswissenschaftler und politischer Philosoph
- Ooyen, Willi van (* 1947), deutscher Politiker (Die Linke), MdLWilli van Ooyen (* 1947)

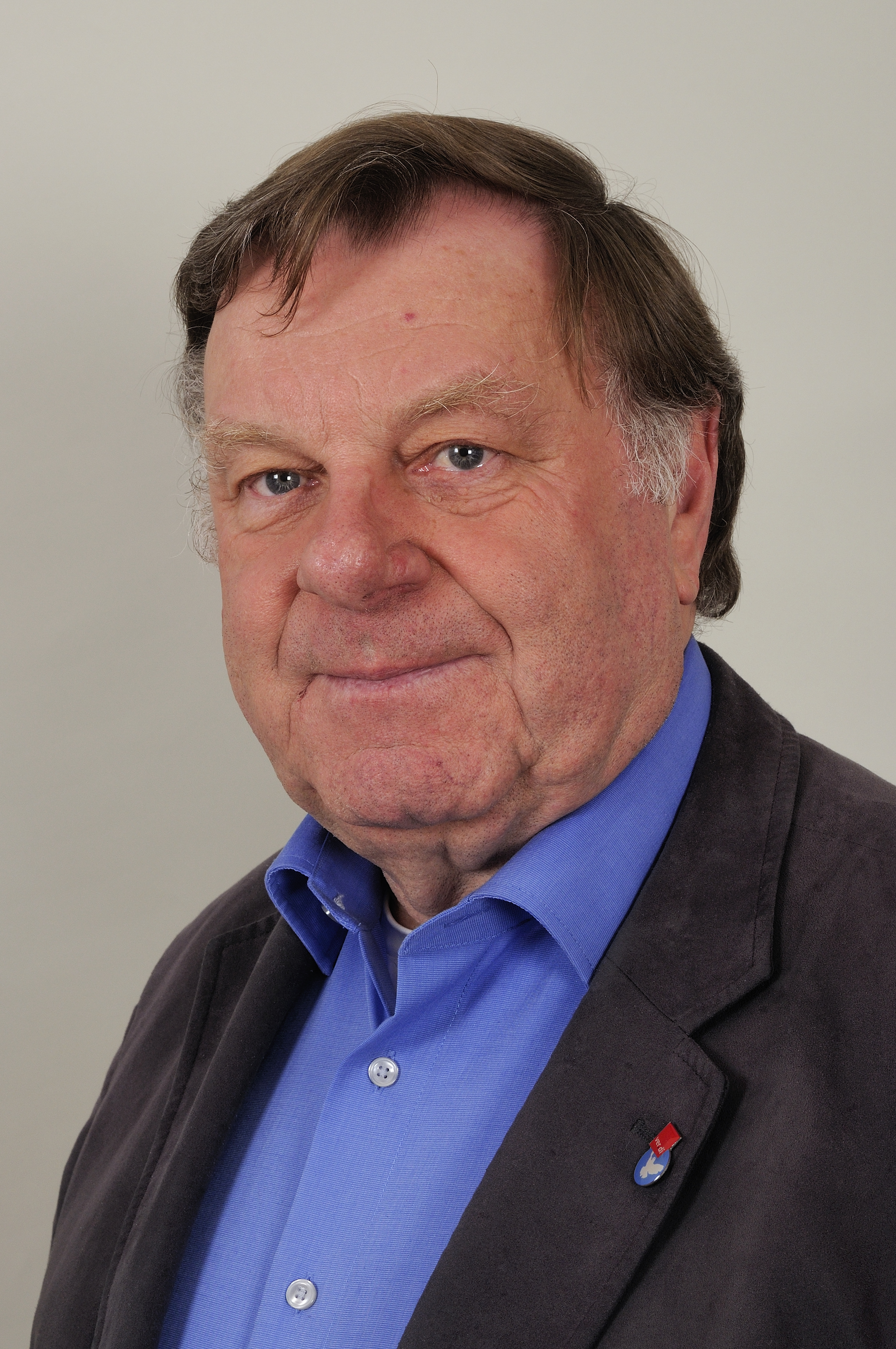
Willi van Ooyen (* 1947)